# Ас-Сахиб ибн Аббад
Ас-Сахиб Абу аль-Касим Исмаиль ибн Аббад — арабский литератор, поэт, ученый, общественно-политический деятель.

## Биография
Ас-Сахиб ибн Аббад родился в 326 году по хиджре (сентябрь 938 г.) в Талегане или Истахре вблизи Газвина. Служил государству Бувейхидов, был одним из визирей этого государства. Основными религиями государства Бувейхитов были шиизм и зейдизм. Как визирь этого государства, ас-Сахиб был шиитом и принял зейдитскую ветвь шиизма. Ас-Сахиб был везирем Рейской ветви государства Бувейхитов. Его отец жил и творил во дворце Рукн ад-давли, а сам он — во дворце Фахр ад-давли и Муаййад ад-давли.
Отец ас-Сахиба, Абу аль-Хасан Аббад, известный по прозвищу Шейх аль-амин, был визирем и секретарем Рукн ад-давли. Он известен мутазилитским сочинением «Ахкам аль-Куран». Первое образование ас-Сахиб получил у отца. Затем он продолжил свое образование у бувейхитского визиря, литератора и поэта Абу-ль-Фадля ибн аль-Амида. Литературу и арабский язык изучал под руководством Ибн Фариса. Ибн Фарис даже посвятил своему ученику произведение «ас-Сахиби фи фикх аль-люга». Наряду с Ибн Фарисом ас-Сахиб учился у Абу аль-Фазла Аббаса ибн Мухаммед ан-Нахви, Абу Саида ас-Сирафи, Ибн Мигшама аль-Аттара, Абдуллаха ибн Джафара ибн Фариса и других видных учёных того времени. Он также учился у таких хадисоведов, как Абу Мухаммад ибн Фарис, Ахмад ибн Шаджар. Позднее он сам передавал хадисы в своём доме, называвшемся «Бейт ат-тавба». Ас-Сахибу приписывают более 25 научных трудов по каламу, истории и филологии.
Ас-Сахиб с малых лет дружил с сыном Рукн ад-давли — Муаййад ад-давлей, который управлял Рейской ветвью государства Бувейхитов. Ибн Халликан, помня о том, что он был первым визирем, носившем прозвище ас-Сахиб, рассказывает, что из-за близости к Абу аль-Фазлу ибн аль-Амиду его звали по этому имени, то есть как «Сахиб ибн Амид». Он также сообщает, что это имя сохранилось за ним и после получения титула визиря. По другой версии, он Аббад ещё в детстве был известен по этому прозвищу, и друживший с ним с детства Муаййад ад-давлей звал его как Аббади Сахиб. Сообщается также, что автор утверждает, что Муаййад ад-давля дал это прозвище ас-Сахибу за его благородство.
Ас-Сахиб оказался впервые во дворце около 958 года. Вначале он был секретарём Ибн аль-Амида, но начиная с 970 года, в Исфахане он возвышается до титула везиря Муаййад ад-давли. В Исфахане ас-Сахиб организовывал литературные кружки (маджлисы). Он прославился с молодого возраста благодаря своим стихам. После смерти Рукн ад-давли в 976 году, взошедший на престол Муаййад ад-давля прибыл в Рей в сопровождении ас-Сахиба. Так как ас-Сахиб прекрасно управлял государственными делами и не нуждался в чьей-либо помощи, он получил от Муаййад ад-давли прозвище Кафи ал-куфат (Самый способный, «не нуждающийся в посторонней помощи»).
После смерти Муаййад ад-давли (983) ас-Сахиб приложил большие усилия к тому, чтобы на трон взошёл бежавший в Хорасан и скрывавшийся у Саманитов Фахр ад-давля. После того, как Фахр ад-давля возглавил государству Бувейхидов, ас-Сахиб бин Аббад сообщил ему о своем желании уйти со своего поста. Фахр ад-давля отклонил его просьбу. Со временем визирь перебрал в свои руки почти все дела государства и управлял им. Он участвовал и в различных военных походах, покорив в качестве полководца 50 крепостей. За период своего визирства у Бувейхитов он восстановил разрушенный город Газвин, построив в нём семь ворот и двести шесть башен. Кроме того, он проложил несколько каналов для города Кум, приказав собирать налоги не в десяти, а в двенадцати частях. По его приказу была построена мечеть Джорджир в Исфахане. В 984 году реставрировал в Джурджане могилу одного из детей Мусы ибн Джафара — Мухаммада ибн Джафара Дибаджа. Назначил кади Абду-ль-Джаббара на должность судьи Джурджана, Табаристана и окрестных территорий.
Ас-Сахиб ибн Аббад умер в Рее 24 сафара 385 года хиджры (30 марта 995 г.). Похоронен в Исфахане. Несмотря на дружеские отношения, кади Абду-ль-Джаббар, некогда доведенный им до титула кади аль-кудат («судья судей»), отказался совершить над ним погребальную молитву под предлогом того, что ас-Сахиб умер, не покаявшись. Поэтому Фахр ад-давля отстранил его с должности, назначив на его место кади Абу аль-Хасана аль-Джурджани.